# Kevin Kuske
Kevin Kuske, född 4 januari 1979 i Potsdam, Östtyskland, är en tysk bobåkare. Hans främsta meriter är fyra guldmedaljer vid olympiska vinterspelen.
Innan Kuske började tävla i bob var han kortdistanslöpare och vann bronsmedalj i 4 x 100 meter i Junior-VM i friidrott 1998.